# Укрощение бури

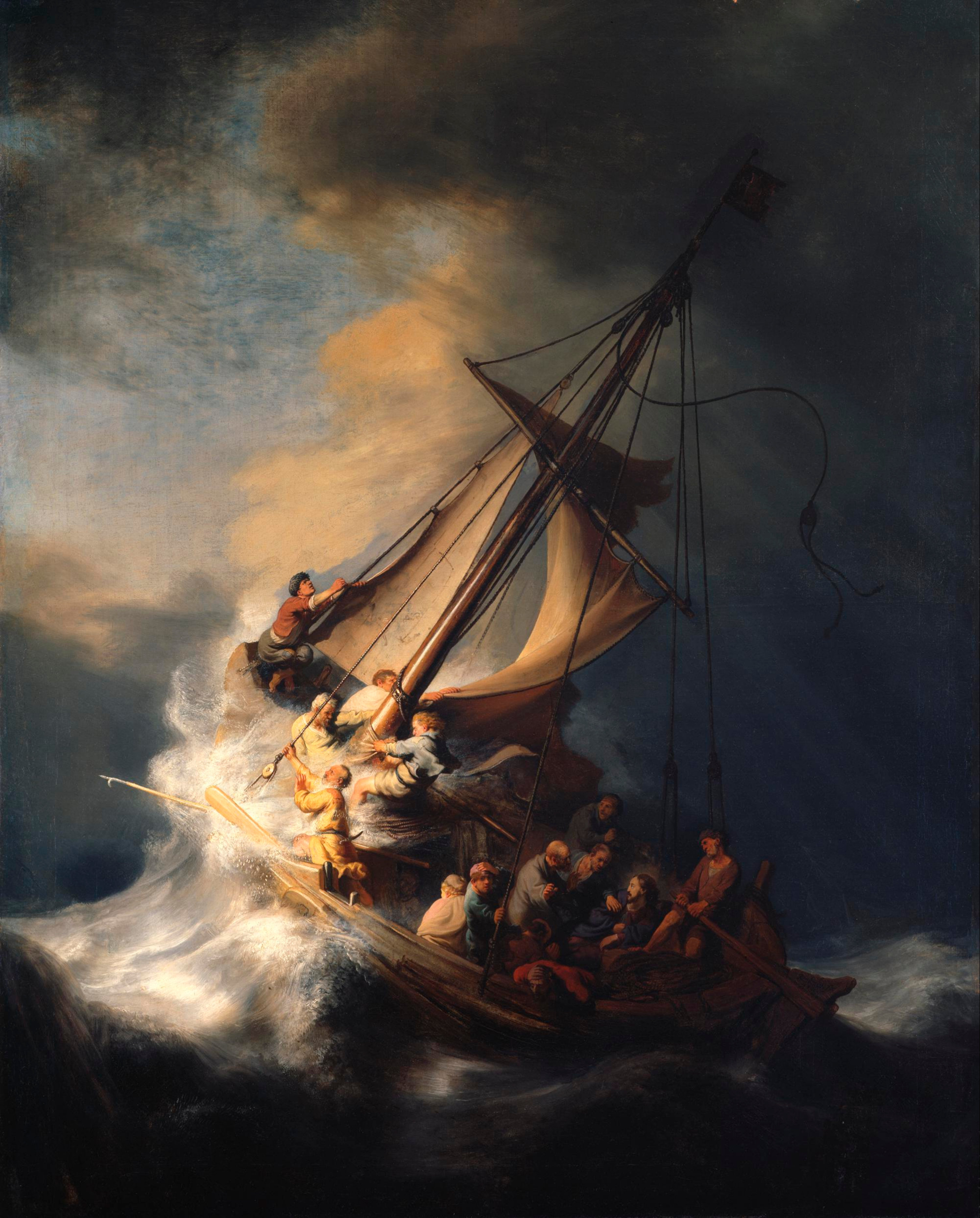
Рембрандт. Христос во время шторма на море Галилейском (1633)

Укрощение бури (также усмирение бури) — одно из чудес Иисуса Христа, описанное в синоптических Евангелиях (Мф. 8:23-27, Мк. 4:35-41, Лк. 8:22-25). Относится к чудесам Спасителя, демонстрирующим его власть над природой или элементами материального мира.
В соответствии с евангельским повествованием Христос на лодке с учениками плыл по Тивериадскому озеру в окружении «других лодок» (Мк. 4:36). Во время сна Иисуса на озере началась буря, после чего ученики разбудили Христа и тот словами «Умолкни, перестань» (Мк. 4:39) усмирил стихию.
В христианской экзегетике эпизод усмирения бури традиционно используется для иллюстрации веры в полноценность Божества и человечества во Христе, поскольку здесь ярко иллюстрируется его подлинная человеческая природа (крепкий сон) и божественная природа (управление силами природы).

## В Евангелиях
Рассказ об усмирении бури встречается в синоптических Евангелиях. Наиболее подробно данное событие описывает Евангелие от Марка. Так, в рассказе Марка содержатся уточняющие детали, к примеру о том, что Христос не просто спит, но лежит на «возглавии» (Мк. 4:38). Марк называет произошедшее «λαῖλαψ μεγάλη ανέμου», что может быть переведено как «ураган», «вихрь», «сильная буря с ветром». Все евангелисты пишут, что лодку заливало водой, а Лука при этом упоминает, что «они были в опасности».
Как отмечает православный богослов Иларион (Алфеев), может возникнуть вопрос, почему несмотря на сильный шторм Иисус спал. Согласно Евангелию от Матфея, Иисус провёл очень насыщенный день накануне: вполне можно предположить, что в этот день он произнёс Нагорную проповедь (Мф. 5:7), исцелил прокажённого (Мф. 8:1-4), слугу сотника (Мф. 8:5-13), тёщу Петра (Мф. 8:14-15), а также «многих бесноватых» (Мф. 8:16). Следовательно, вполне вероятно, что после такого дня Иисус уснул в лодке и не просыпался, даже когда началась буря.
Все евангелисты говорят о том, что ученики разбудили Иисуса, но только Марк придаёт их словам тон упрёка. У Матфея в словах учеников прослеживается отчаяние: «Господи, спаси нас, погибаем» (Мф. 8:25). Лука передаёт интонацию крика: «Наставник! Наставник! погибаем» (Лк. 8:24). Все рассказчики описывают картину сильной тревоги и страха. Иисус, просыпаясь, усмиряет бурю и упрекает учеников в маловерии. Слова, адресованные ученикам, у евангелистов близки по смыслу: «Что вы так боязливы?» (Мф. 8:26) и «Где ваша вера?» (Лк. 8:25).
| Евангелие               | цитата |
| ----------------------- | --- |
| от Матфея (Мф. 8:23-27) | И когда вошел Он в лодку, за Ним последовали ученики Его. И вот, сделалось великое волнение на море, так что лодка покрывалась волнами; а Он спал. Тогда ученики Его, подойдя к Нему, разбудили Его и сказали: Господи! спаси нас, погибаем. И говорит им: что вы так боязливы, маловерные? Потом, встав, запретил ветрам и морю, и сделалась великая тишина. Люди же, удивляясь, говорили: кто это, что и ветры и море повинуются Ему? |
| от Марка (Мк. 4:35-41)  | Вечером того дня сказал им: переправимся на ту сторону. И они, отпустив народ, взяли Его с собою, как Он был в лодке; с Ним были и другие лодки. И поднялась великая буря; волны били в лодку, так что она уже наполнялась водою. А Он спал на корме на возглавии. Его будят и говорят Ему: Учитель! неужели Тебе нужды нет, что мы погибаем? И, встав, Он запретил ветру и сказал морю: умолкни, перестань. И ветер утих, и сделалась великая тишина. И сказал им: что вы так боязливы? как у вас нет веры? И убоялись страхом великим и говорили между собою: кто же Сей, что и ветер и море повинуются Ему? |
| от Луки (Лк. 8:22-25)   | В один день Он вошел с учениками Своими в лодку и сказал им: переправимся на ту сторону озера. И отправились. Во время плавания их Он заснул. На озере поднялся бурный ветер, и заливало их волнами, и они были в опасности. И, подойдя, разбудили Его и сказали: Наставник! Наставник! погибаем. Но Он, встав, запретил ветру и волнению воды; и перестали, и сделалась тишина. Тогда Он сказал им: где вера ваша? Они же в страхе и удивлении говорили друг другу: кто же это, что и ветрам повелевает и воде, и повинуются Ему?                                                                             |

## Толкования
Крепкий сон Христа в опасных обстоятельствах шторма, в святоотеческой традиции трактовался как проверка веры учеников. Августин Блаженный, комментируя усмирение бури в Евангелии от Марка, пишет:

«Так вот, вера твоя во Христе — это Христос в сердце твоем. Об этом свидетельствует история о том, как Христос уснул в лодке: ученики, когда почувствовали опасность и когда вот-вот могло произойти кораблекрушение, пришли к Нему и разбудили Его; Христос встал, приказал ветрам и волнам, и сделалась великая тишина. Так и с тобой. Ветры врываются в сердце твое, то есть туда, где ты плывешь, туда, где ты проводишь эту жизнь, словно бурное и опасное море. Врываются туда ветры, вздымают волны, волнуют лодку. Что значат ветры? Ты услышал оскорбление и разгневался. Оскорбление — это ветер. Гнев — это волна. Ты попал в опасность, ты готов ответить, готов на злословие ответить злословием, и твоя лодка близка к крушению. Разбуди спящего в тебе Христа. Ведь потому ты встревожен и готов ответить злом на зло, что Христос спит в лодке. Ибо сон Христа в сердце твоем — это забвение веры».
Афанасий Великий писал, что Христос «испытывал Своих учеников». Иоанн Златоуст также отмечал, что Иисус испытывал апостолов, «давая им время испытать страх и заставляя их сильнее прочувствовать происходящее». Кирилл Александрийский писал, что если бы Христос не спал, то ученики не испугались бы и не стали звать на помощь: «поэтому Он и спит — чтобы дать время их страху, чтобы ощущение происходящего сделать в них более отчётливым».
Образ Христа, усмиряющего бурю, традиционно используется для иллюстрации веры Церкви в полноценность его человечества и Божества. Григорий Богослов и Феодорит Кирский используют эпизод усмирения бури, чтобы показать, что Христос обладал полноценной человеческой природой, сосуществовавшей в Нём с Божественной природой. Григорий писал, что Иисус устаёт и спит как человек, и управляет стихией как Бог:

«…Его отягощал сон, но Он легок на море, но Он запрещает ветрам…»
Блаженный Феофилакт Болгарский в своём «Толковании на Евангелие от Марка» также отмечает, что в данном эпизоде Христос продемонстрировал своим учеником свою Божественность и своё человечество:

«Ученики говорили между собою: кто же Сей, — потому что имели ещё неопределённое понятие о Нём. Так как Христос укротил море одним повелением, а не жезлом, как Моисей, не молитвенным воззванием, как Елисей — Иордан, не ковчегом, как Иисус Навин, то по этой причине Он показался им выше человека: а тем, что спал, Он являлся им опять человеком».
Укрощение бури стало эпизодом аргументации полноценного человечества и полноценного Божества Иисуса Христа и в традиции нехалкидонских церквей. В том же ключе писал католикос Армянской церкви Нерсес IV в своём «Изложении веры Армянской церкви»:

«…исповедуем, что те и другие действия были действия единого лица, так что иногда как Бог, совершало оно Божеские действия, а иногда как человек — человеческие, — что показывают и деяния… Спал в корабле, как человек, и ходил по бездне и запрещал ветрам и морю, как Бог».
Католический богослов, доктор церкви Альфонсо де Лигуори, толкуя усмирение бури Христом на Галилейском море писал:

«Точно так же, как корабль, пересекающий море, подвержен тысяче опасностей <…>, прежде всего из-за страстей, <…> по этой причине мы не должны потерять надежду и доверие. Напротив, <…> когда на кого-то нападает неконтролируемая страсть, <…> положитесь на Бога <…>: в ярости шторма моряк не перестаёт смотреть на звезду, ясность которой укажет ему путь в порт. Точно так же в этой жизни мы должны всегда держать свой взор устремлённым на Бога, который один может избавить нас от таких опасностей».
Толкование укрощения бури в «Новой Женевской Библии», основанное на реформаторском богословии, говорит о Божьем достоинстве Христа, поскольку в Ветхом Завете только Бог укрощает моря и повелевает стихией (Пс. 28:3-4, Пс. 64:8, Пс. 88:10; Пс. 106:23-30).

## В искусстве

### В изобразительном искусстве

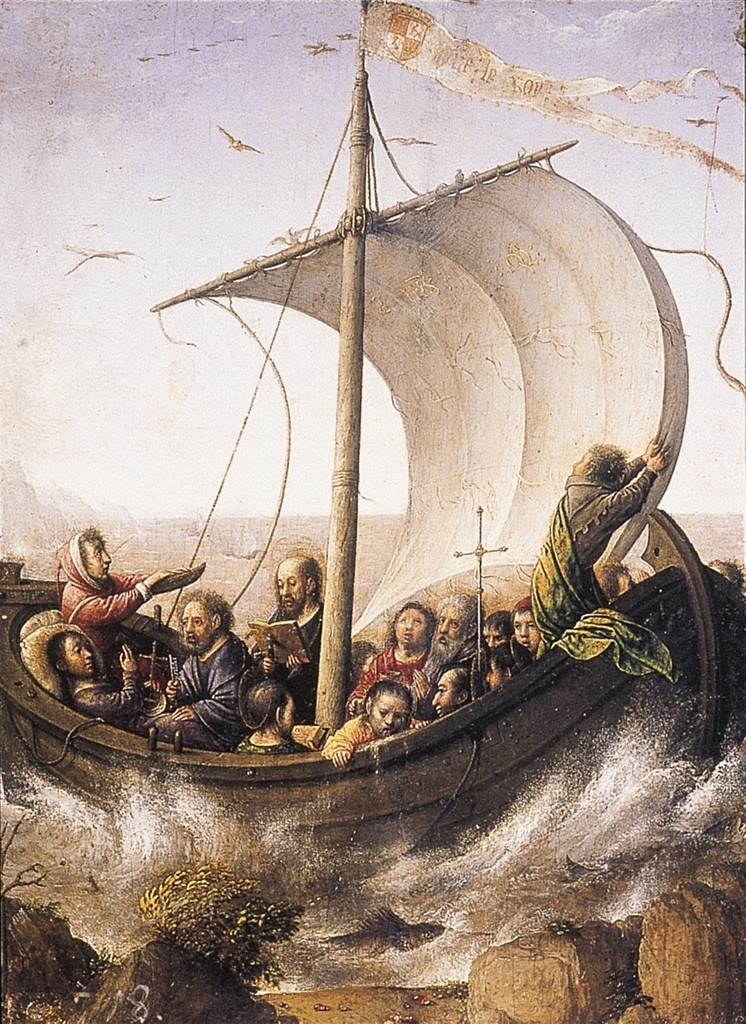
Хуан Фландес. Христос усмиряет бурю на Тивериадском озере (1490—1500)
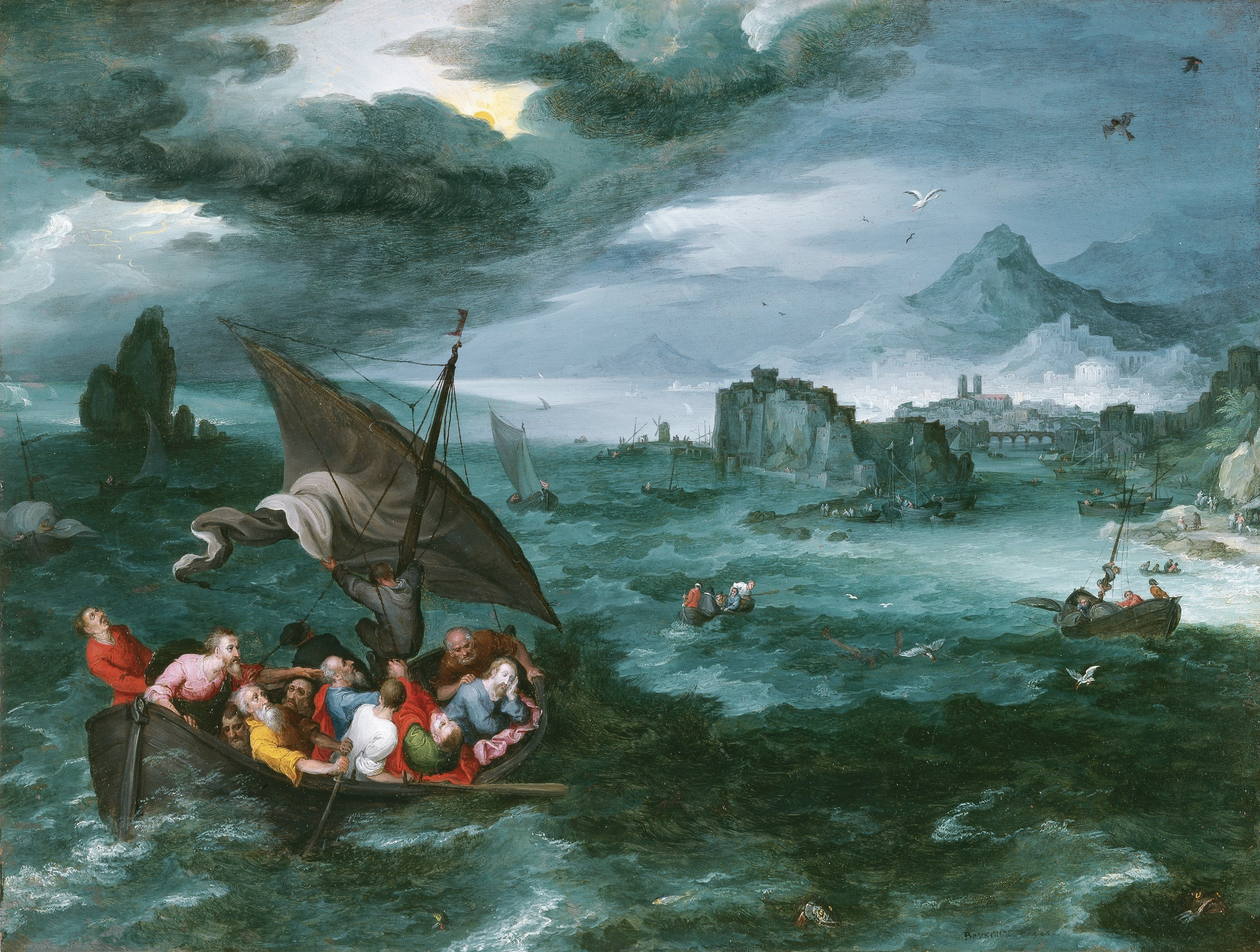
Ян Брейгель Старший. Христос во время шторма на Галилейском море (1596)
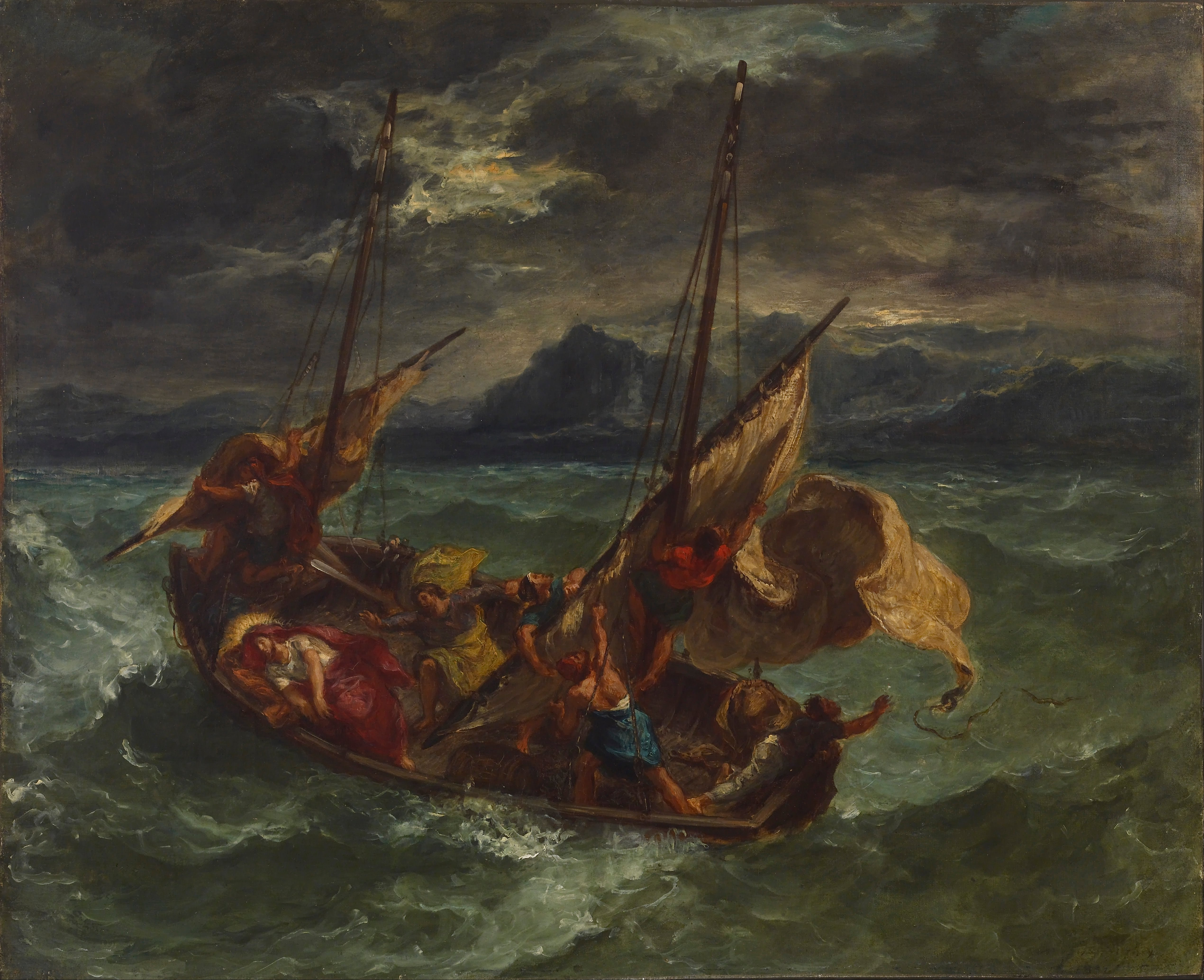
Эжен Делакруа. Христос на море Галилейском (1854)